# Głogów Małopolski (stacja kolejowa)
Głogów Małopolski – stacja kolejowa w Głogowie Małopolskim, w województwie podkarpackim, w Polsce. Otwarta została 22.07.1960. Ruch pasażerski zawieszono w 2000. 1.03.2007 wznowiono ruch pasażerski, początkowo pomiędzy Rzeszowem a Kolbuszową.

## Ruch pasażerski
| Rok  | Wymiana pasażerska na dobę |
| ---- | -------------------------- |
| 2017 | 20-49                      |
| 2022 | 200-299                    |

Stacja przeszła modernizację w roku 2010.  Na stacji znajdują się następujące tory: jeden główny zasadniczy, dwa główne dodatkowe oraz jeden ładunkowy, sterowana jest zdalnie z Kolbuszowej. W roku 2018 rozpoczęła się kolejna, gruntowna modernizacja, polegająca na rozbudowie istniejącego budynku dworca oraz dobudowaniu infrastruktury autobusowej celem stworzenia węzła przesiadkowego.

## Galeria

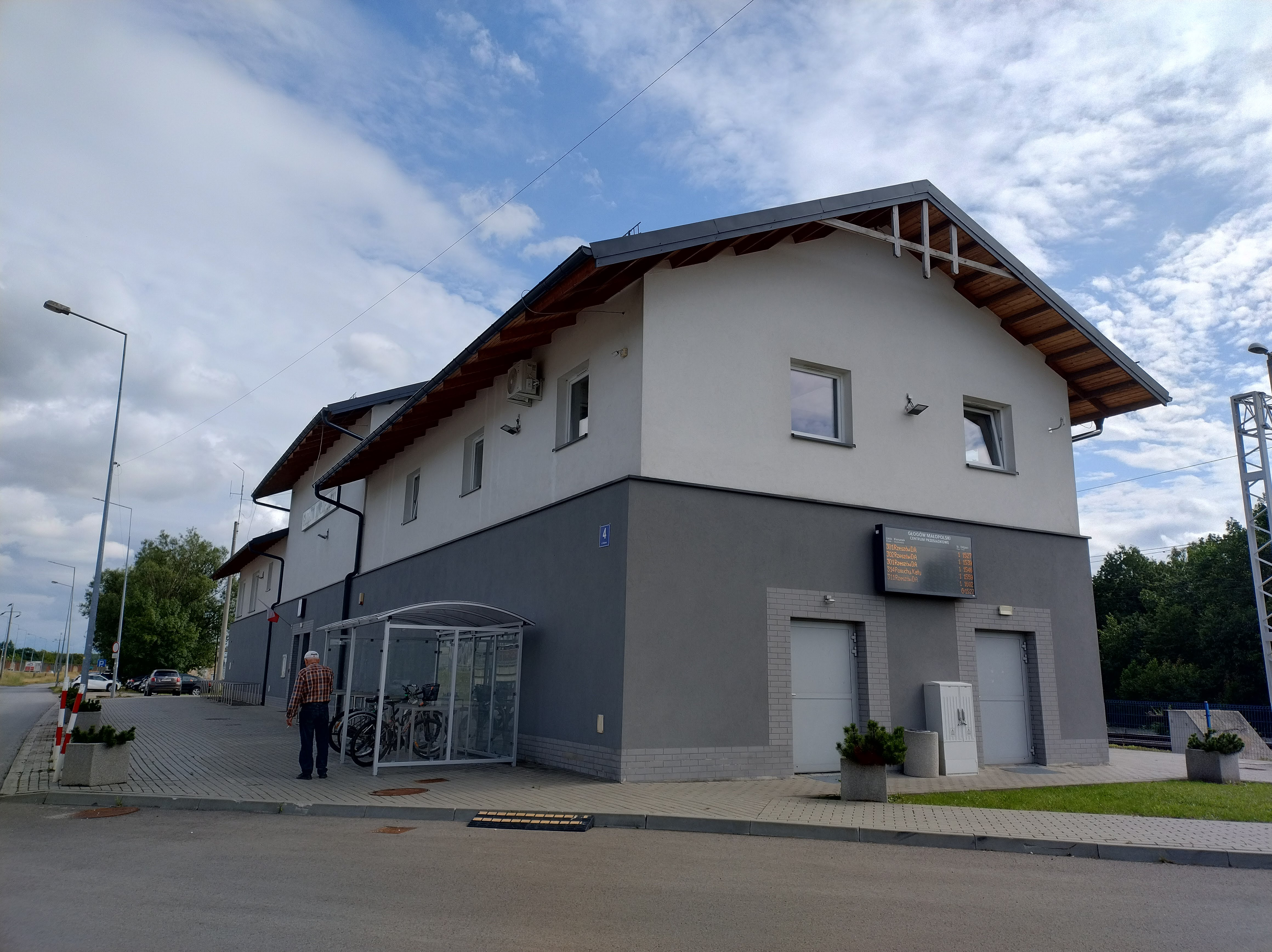
Dworzec
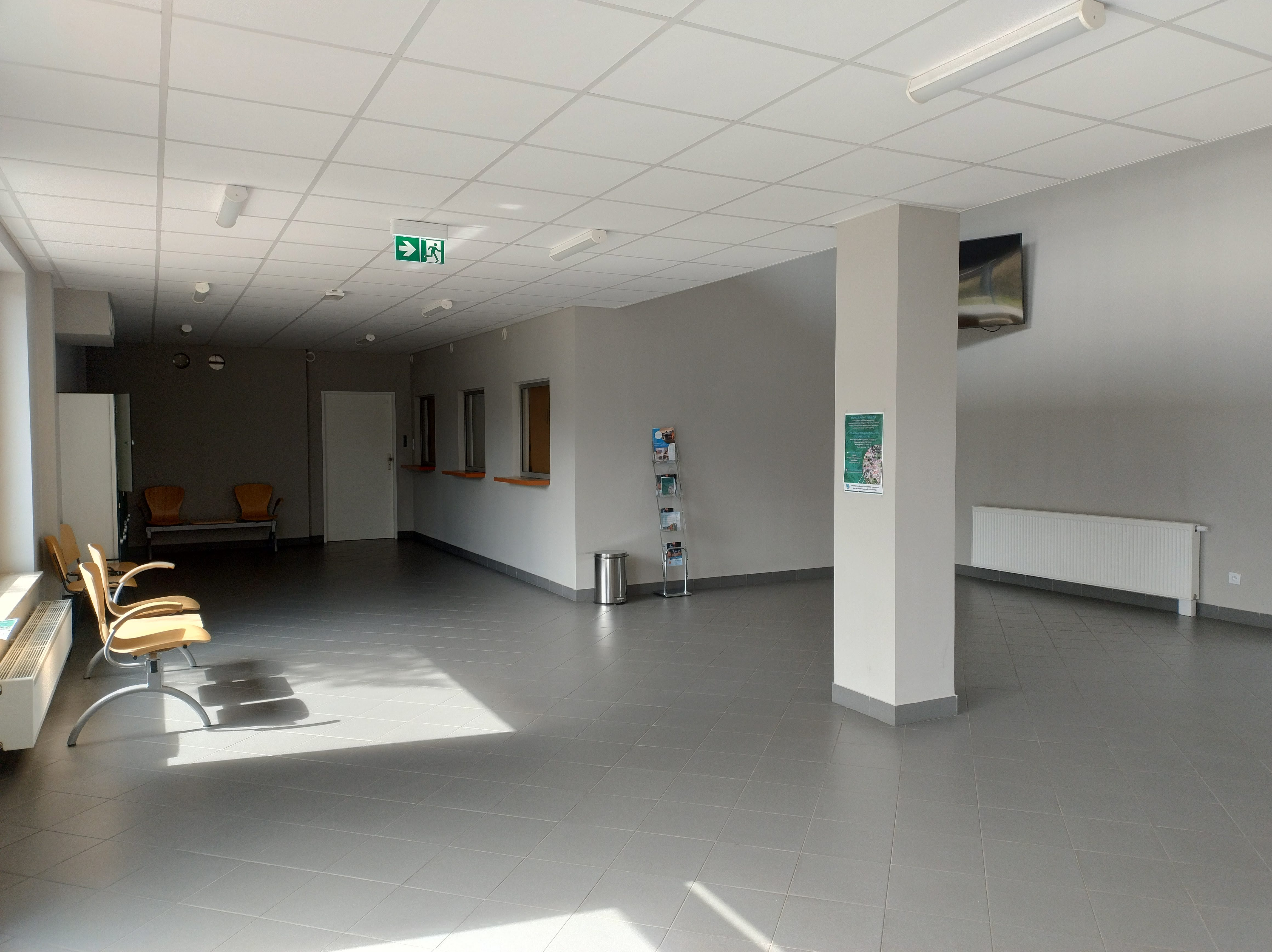
Poczekalnia dworcowa
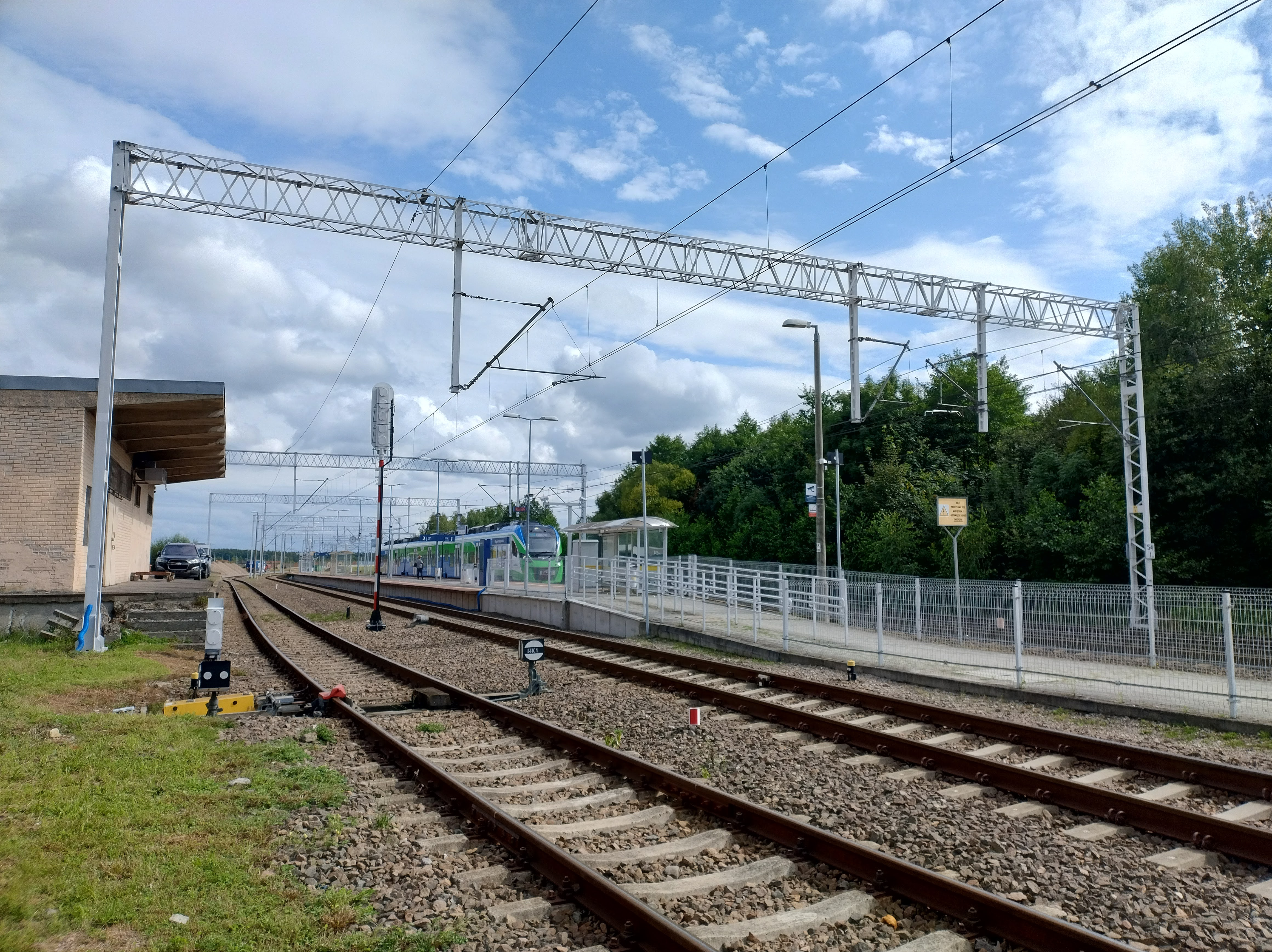
Peron